# Заречная улица (Горелово)
Заре́чная улица — улица в Красносельском районе Санкт-Петербурга на территории посёлка Горелово. Соединяет Промышленную улицу и Следственный изолятор № 6. Протяжённость — 3500 м.

## География
Улица проложена в направлении с северо-востока на  юго-запад (по нумерации домов).
Ширина улицы 3 метра или 2 полосы движения.

## Здания и сооружения
- Научно-производственная фирма по Внедрению Научных и Инженерно-Технических Инноваций
- Отделение связи № 198323
- Детский сад № 59
- Стадион «Пингвин»
- Гостиница «Пингвин»
- Продуктовый магазин
- Следственный изолятор № 6

## Транспорт
- Ж/д платформа Горелово (610 м)
- Автобусы: 20

## Примыкает
с северо-запада на  юго-восток:
- Промышленная улица
- Аннинское шоссе
- Гипсовая улица
- Дальняя улица
- Южная улица
- Набережная улица
- Дачная улица
- Спортивная улица
- Западная улица
- Челябинская улица
- 1-я Парадная улица